# Hama
Pour les articles homonymes, voir Hama (homonymie) et Épiphanie (homonymie).
Hama (en arabe : حماة / ḥamāh), Hamah et parfois Hamath, est une ville se trouvant en Syrie, chef-lieu du gouvernorat de Hama. C'est la cinquième plus grande ville du pays en nombre d'habitants.
Elle occupe l'emplacement de l'antique Épiphanie de Syrie (en latin : Epiphania ; en grec ancien : Ἐπιφάνεια / Epipháneia). De la forteresse au centre de la ville il ne reste guère que la colline sur laquelle elle était construite en bordure de l'Oronte. Elle fut le théâtre de violents affrontements entre les Frères musulmans, les nationalistes arabes du Baath irakien, la gauche syrienne et l'armée syrienne de Hafez el-Assad en février 1982. En 2011, elle est le théâtre de grandes manifestations des partisans de la démocratie, puis de massacres de populations civile, en juillet de la même année, à la suite de l'entrée des troupes de l'armée régulière dans la cité. Restée aux mains du gouvernement syrien de Bachar el-Assad pendant l'ensemble de la guerre civile syrienne, elle est prise par les rebelles de l'opposition syrienne le 5 décembre 2024.

## Histoire

### Antiquité
L'ancien site de Hamath a été occupé du néolithique ancien à l'âge du fer, selon les archéologues danois qui ont découvert, en 1928-1930, des vestiges de la Culture de Halaf et d'Ougarit, vers 5500 av. J.-C., au néolithique.
L'établissement semble avoir été prospère dès 1500 av. J.-C..
Au tournant du millénaire, l'ancien empire hittite centralisé étant tombé, Hama est attestée comme la capitale de l'un des États syro-hittites prospères connus dans la Bible hébraïque sous le nom de Hamath (araméen: mt; Hittite: Amatuwana; [5] Hébreu: חֲמָת Ḥəmåṯ), qui a beaucoup commercé, en particulier avec Israël et Juda.
Selon la Bible, la région de Hamath correspond à une frontière nord d'Israël.
Salmanazar III, roi d’Assyrie de 858 à 824, ne parvient pas à vaincre l'alliance Hamath-Damas (835 av. J.-C.). La ville est prise plusieurs fois par les Assyriens, durant le siècle suivant. Sargon II rase la ville en 720, et en fait une colonie assyrienne.
La campagne d'Alexandre le Grand, en 334-323, met la Syrie sous domination hellénique. Le commerce international reprend pour toute la région. Sous les Séleucides (305-65), en hommage à l'empereur Antiochos IV Épiphane, elle reçoit le nom d'Épiphanie (en latin : Epiphania ; en grec ancien : Ἐπιφάνεια / Epipháneia).
Les dynastes arabes prennent peu à peu possession de parties de la Syrie. Mais les Romains interviennent en 64 av. J.-C. avec Pompée, et Hama devient une partie de l'importante province romaine de Syrie, jusqu'au Bas-Empire romain. Après 330, Hama continue à prospérer, sous le nom d'Emath ou Emathoùs (Εμαθούς en grec), en contexte chrétien. Une église à plan basilical à trois nefs et narthex, fouillée au XXe siècle, contient des mosaïques de sol et des inscriptions en grec datées du Ve siècle. Les historiens Évagre le Scholastique et Jean d'Épiphanie y sont nés au VIe siècle.

### Période musulmane
Lors de la conquête musulmane du Levant (Syrie et Palestine) (633-640), Hama est conquise vers 638-639, et administrée par les Jund Hims (district militaire basé à Homs), puis passe sous administration d'Alep sous les Hamdanides.
Tancrède, prince de Galilée, s'en empare en 1108, et la perd en 1114, face aux Seldjoukides. Les Ayyoubides la conservent de 1175 à 1342, à part un épisode mongol et un épisode mamelouk. De 1342 à 1516, sous les Mamelouks, cette partie de la Syrie vit une période prospère.
De 1516 à 1923, la région dépend de l'Empire ottoman.

### Présence française

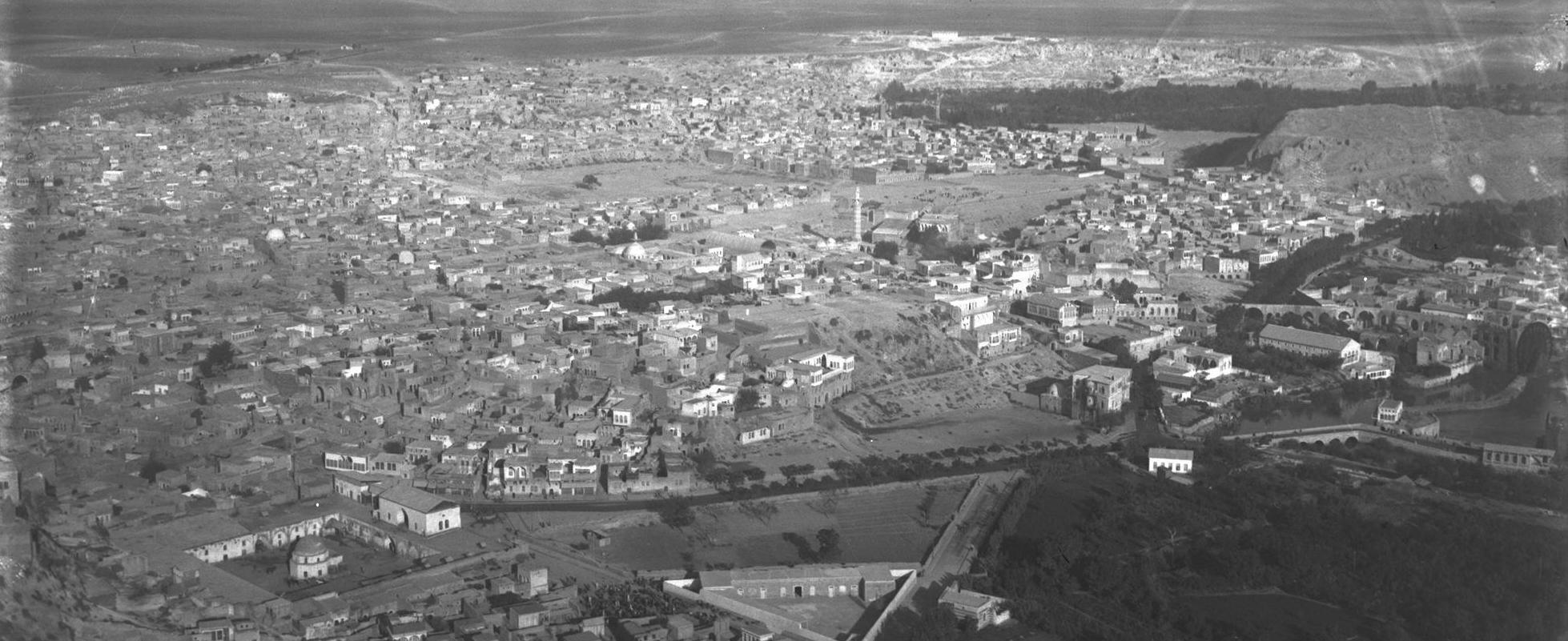
Vue aérienne de la ville en 1927

Après l'éphémère Royaume arabe de Syrie (1920), la région vit, de 1920 à 1943, sous le Mandat français en Syrie et au Liban, qui connaît plusieurs soulèvements, dont la Grande révolte syrienne (1925-1927).
Le 4 octobre 1925, Fawzi al-Qawukji, un gendarme syrien ayant combattu dans l'armée arabe en 1920 face aux forces françaises (bataille de Mayssaloun), lance une mutinerie dans la gendarmerie de Hama. L'artillerie et les bombardements français mettent fin à la mutinerie et tuent 400 civils. Al-Qawukji ne fait pas partie des victimes.
La République syrienne (1930-1958) se met en place progressivement.

### Révolte de 1982
En 1980, un Frère musulman tente d’assassiner le président syrien Hafez el-Assad. Plusieurs imams sont alors arrêtés par les autorités. Le 2 février 1982, sous la conduite de 150 officiers des frères musulmans, la ville de Hama se révolte. Assad réagit violemment en donnant l’ordre d’assiéger la ville et de la bombarder à l’artillerie lourde. On estime entre 7 000 et 35 000 le nombre de victimes lors de la répression de cette insurrection.
Etape entre Damas et Alep, dominée par les très grandes norias sur le fleuve Oronte. Malgré la répression de 1982, Hama demeure une ville très religieuse, tant par le nombre de mosquées (sans cesse en expansion) que par les mœurs locales.

### Révolution de 2011
Lors du printemps arabe en 2011 une rébellion armée éclate contre le pouvoir en place de Bachar el-Assad, qui réprime violemment les manifestations pro-démocratie dont Hama est l'un des foyers d'origine.
De nombreux massacres ont lieu à Hama ; les chars de l'armée syrienne rentrent le 31 juillet, tuant au moins 140 personnes en six jours, selon les organisations des droits de l'homme, puis ils repartent le 10 août 2011 sous la pression internationale de l'ambassadeur de Turquie en Syrie,.
Pourtant, l'armée syrienne réinvestit la ville le jeudi 15 décembre 2011.
Ce retour violent est dû à une attaque survenue après que des soldats déserteurs ont tendu, la veille, une embuscade à quatre jeeps militaires dans la ville, faisant huit morts dans les rangs de l’armée régulière.

### Offensive de 2024
Le 27 novembre 2024, le commandement des opérations militaires, qui rassemble Hayat Tahrir al-Cham et le Front national de libération, lance une vaste offensive sur Alep qui tombe durant la nuit du 29 au 30 novembre. Les rebelles poursuivent alors leur progression vers Hama qui tombe aux mains des rebelles le 5 décembre 2024.

## Personnalités
- Aboulféda (Abu al-Fida), historien et géographe arabe (1273 - 1331),
- Khaled al-Khani (né en 1975), peintre syrien.
- Najib Al Barazi est un économiste et homme politique syrien.

## Galerie

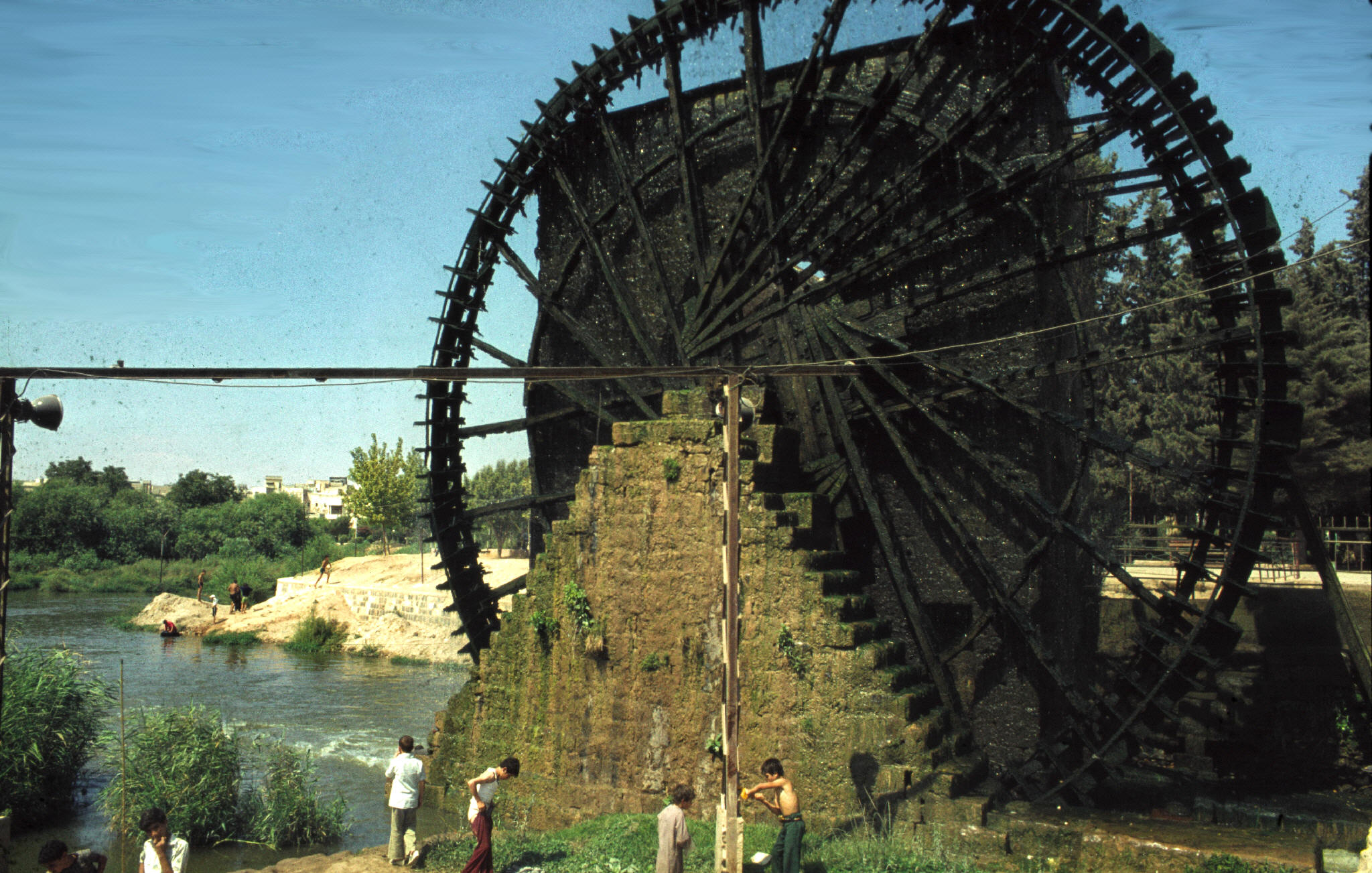
Une des norias de Hama en 1980
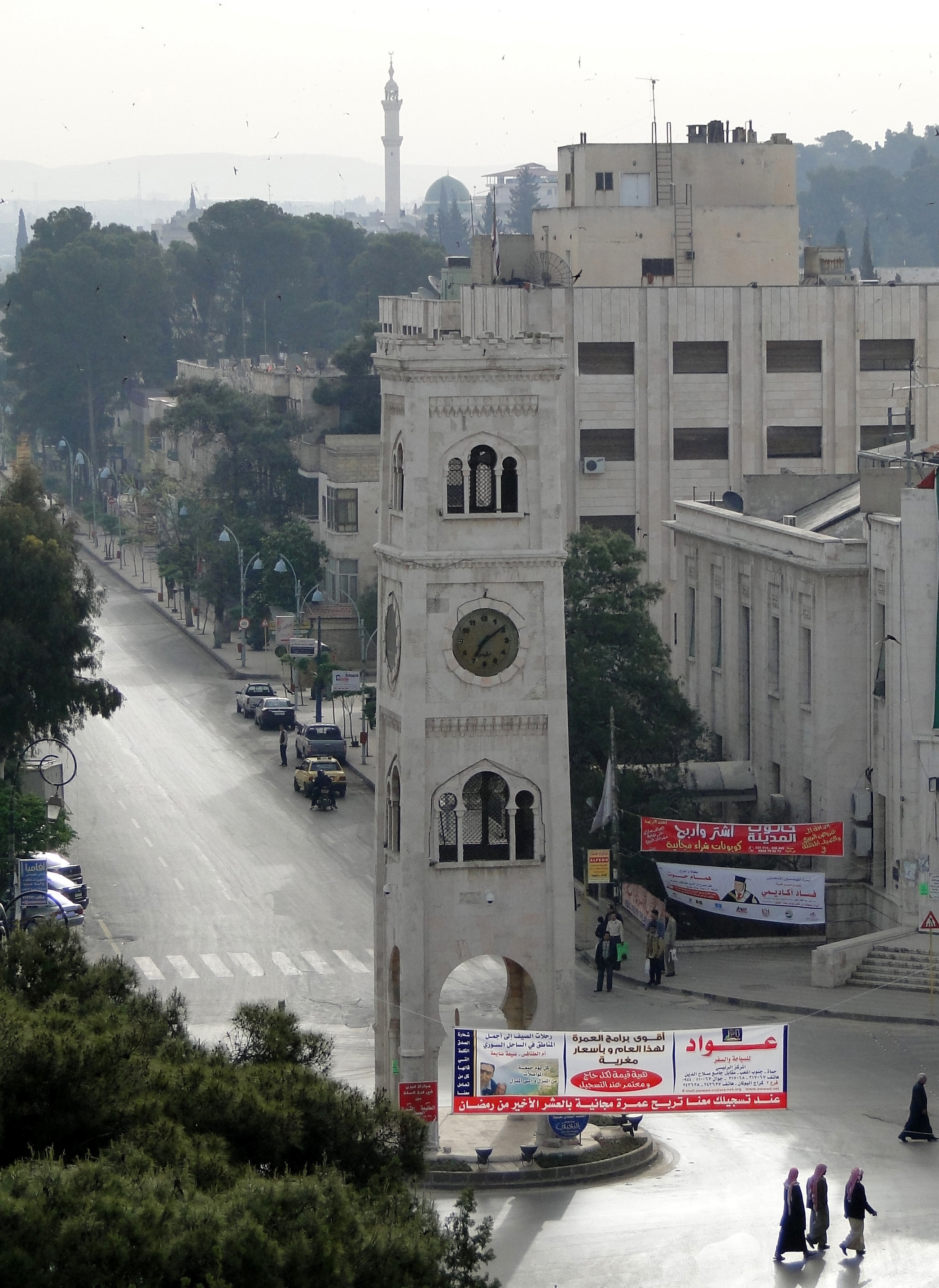
Tour horloge de Hama
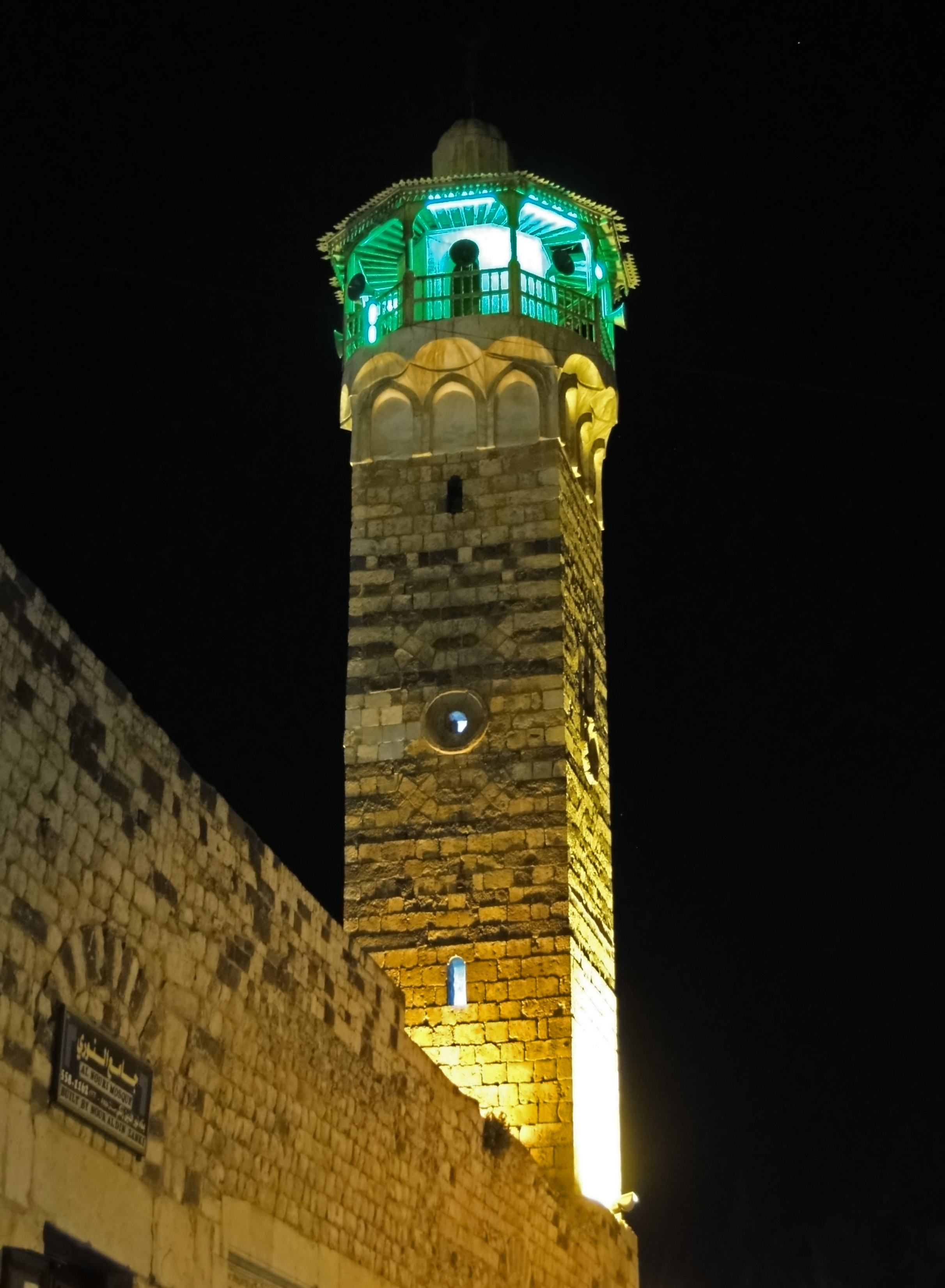
Minaret de la mosquée Nur ad-Din
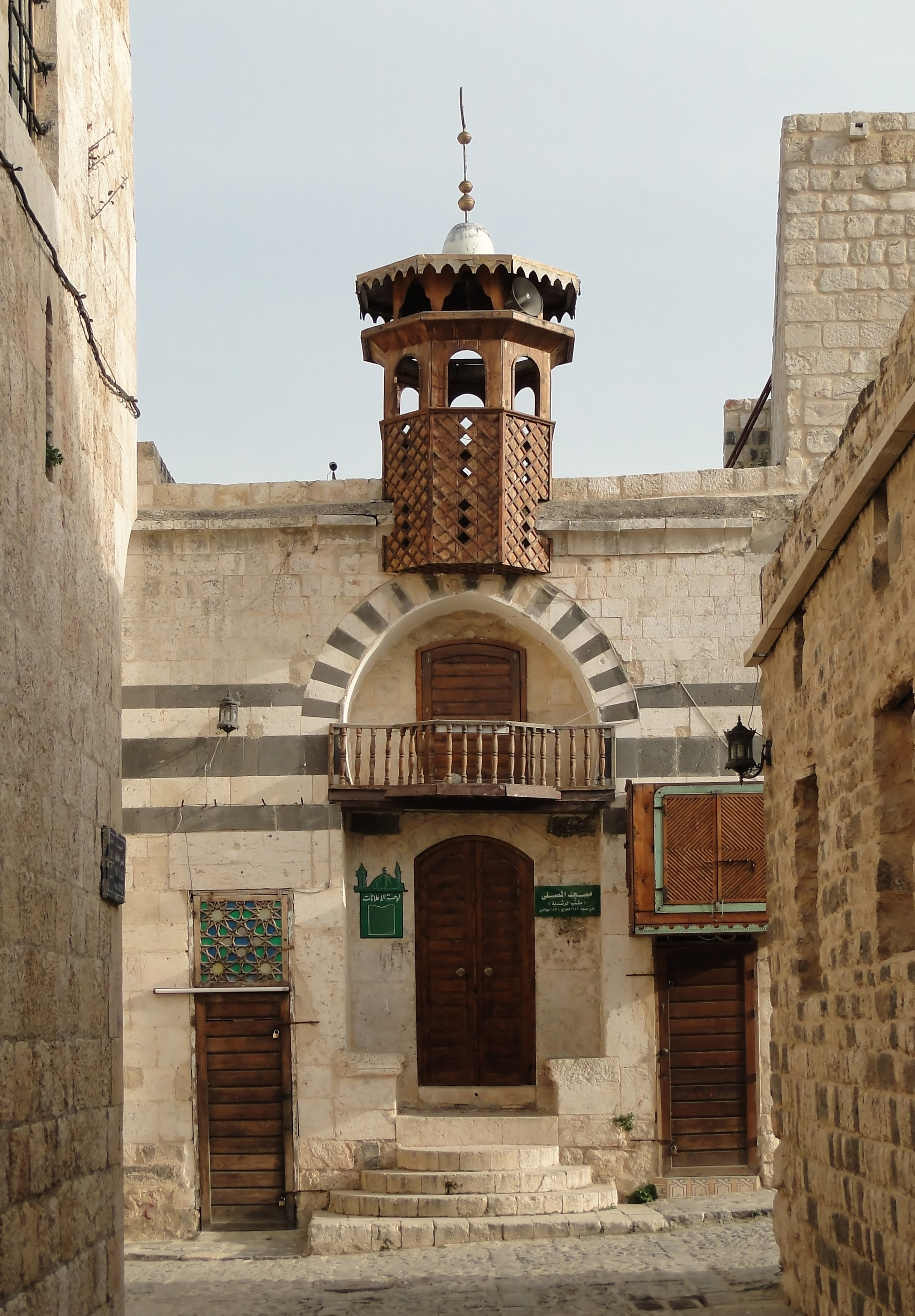
Une façade à Hama